# Корнелл, Лидия
Ли́дия Корне́лл (англ. Lydia Cornell), урождённая — Корни́лофф (англ. Korniloff; род. 23 июля 1953, Эль-Пасо, Техас, США) — американская актриса, комедиантка, кинопродюсер, киносценарист, кинорежиссёр, телеведущая, писательница и защитница прав детей.

## Ранняя жизнь и семья
Лидия Корнелл, урождённая Корнилофф, родилась 23 июля 1953 года в Эль-Пасо (штат Техас, США), став старшим ребёнком из трёх детей в семье Грегори Джейкоба Корнилофф и Ирмы Джин Стоу. Её отец был выпускником Лос-анджелесской консерватории по музыке и искусству, позднее работал ассистентом концертмейстера симфонического оркестра Эль-Пасо, а мать — концертной скрипачкой, которая также была правнучкой известной писательницы Гарриет Бичер-Стоу. Корнелл — старшая сестра покойного Пола Корнилофф, вундеркинда игры на фортепиано, и Кэтрин Корнилофф (род. 1959), соучредительницы музыкальной группы «Two Nice Girls» и звукорежиссёра и композитора с 1995 года.
Будучи девятилетней ученицей четвёртого класса начальной школы Меситы, Корнелл была выбрана в качестве «Маленькой мисс Коттон» Эль Пасо в марте 1963 года.
В 1966 году Корнелл и её семья переехали в Скарсдейл, Нью-Йорк. Она посещала Среднюю и Старшую школу Скарсдейла, которую окончила в 1971 году.
После окончания школы Корнелл поступила в Колорадский университет в Боулдере, где изучала бизнес, драму, английский, русский, испанский и антропологию. В течение лета между курсами в колледже, она работала в студии Ранчо Карибу в Недерленде, Колорадо. Там она познакомилась с Билли Джоэлем, Деннисом Уилсоном, Кэрол Кинг, Джони Митчелл, Дэвидом Кэссиди и фотографом Генри Дилцем. В качестве фотографа Ранчо Карибу и «девушки с кухни» она приносила еду в каюты (Орай, Бегущий медведь, Медвежий домик) таких рок-звёезд, как «The Beach Boys», «America», «Chicago» и Билли Джоэля. «The Ozark Mountain Daredevils» упомянули её в своём альбоме «Men From Home». До окончания учёбы Корнелл была дорожным менеджером для музыканта Майкла Мерфи. В мае 1976 года Корнелл окончила Колорадский университет в Боулдере со степенью бакалавра наук по бизнесу, специализируясь как на рекламе, так и на английском языке / драме.
К моменту смерти её отца в мае 1977 года, Корнелл присоединилась к остальной семье Корнилофф, которые жили в Гааге, Нидерланды с середины 1975 года. Вскоре после этого её мать и братья вернулись в Эль-Пасо, штат Техас. В 1978 Корнелл переехала в Лос-Анджелес, чтобы продолжить актёрскую карьеру. Там она три месяца работала в студии звукозаписи и занималась обработкой обложек альбомов, а затем нанялась к Джеку Уэббу в качестве помощника по производству секретарских услуг. Всё ещё известная как Лидия Корнилофф, Корнелл также работала ассистентом продюсера в телевизионном фильме «Маленькая Мо», биографии теннисистки Морин Коннолли.

## Кинокарьера
Первое появление Корнелл на экране состоялась ещё под именем «Лидия Корнилофф», когда она сыграла небольшую роль девушки в машине в фильме 1979 года «Сталь» с Ли Мэйджорс в главной роли. Её первая профессиональная говорящая роль была в эпизоде «Лодки любви». Летом 1980 года Корнелл провела девять недель на греческих островах, снимаясь в мифологическом фильме ужасов «Кровавый прилив», который вышел лишь в 1982 году which was not released until 1982.
Первой крупной ролью Корнелл была Сара Раш, «блондинка с большой грудью» в ситкоме «Слишком тесно» с 1980 по 1986 год. В 1982 году, в разгар популярности шоу, Корнелл была описана сексологом Робертом Т. Франсуаром, как современный пример «классических женских стереотипов в образе Мэрилин Монро и Джейн Мэнсфилд».
На протяжении многих лет Корнелл снималась в многочисленных телесериалах, включая «Лодка любви», «Ангелы Чарли», «Шоу Дрю Кэри», «Квантовый скачок» (пилотный эпизод), «Полный дом», «Рыцарь дорог», «Придурки из Хаззарда», «Команда «А»», «Ти Джей Хукер», «Саймон и Саймон», «Охотник», «Тёртый калач», «Чёрный Скорпион», «Отель», «Остров Фантазий», «Битва Сетевых Звёзд», «Супер Пароль» и «Умерь свой энтузиазм».

## Личная жизнь
Лидия встречалась со сценаристом Джимом Малхоллендом. У бывшей пары есть сын — Джек Малхолленд (род. 1994).
В 2002—2010 годы Лидия была замужем за актёром, продюсером и кастинг-директором Полом Хейлендом.
По признанию Лидии, в молодости она страдала алкоголизмом, но позже смогла излечиться от него и не выпила ни глотка алкоголя с 1994 года. Причиной, по которой она смогла бросить пить, Корнелл называет рождение сына.

## Избранная фильмография
| Год       |   | Русское название     | Оригинальное название | Роль                                                                                     |
| --------- | - | -------------------- | --------------------- | ---------------------------------------------------------------------------------------- |
| 1980—1986 | с | Лодка любви          | The Love Boat         | пассажирка, потерявшая дорогое кольцо / Пэм / Сэнди Паркер / Бонни / Джеки Райан Проктор |
| 1984      | с | Придурки из Хаззарда | The Dukes of Hazzard  | Мэри Бет                                                                                 |
| 1984      | с | Рыцарь дорог         | Knight Rider          | Сабрина Трэвис                                                                           |
| 1984—1986 | с | Отель                | Hotel                 | Дорис О'Нил / Клэр Уинслоу                                                               |
| 1986      | с | Команда «А»          | The A-Team            | Джоди Джой                                                                               |
| 1986      | с | Ти Джей Хукер        | T. J. Hooker          | Кристин Шенкмен                                                                          |
| 1987      | с | Охотник              | Hunter                | Никки Рейнс / Рина Фаррелл                                                               |
| 1989      | с | Полный дом           | Full House            | Линда Мосли                                                                              |
| 1989      | с | Квантовый скачок     | Quantum Leap          | Салли                                                                                    |
| 1990      | с | Тёртый калач         | Hardball              |                                                                                          |